# Donny George Youkhanna
Donny George Youkhanna (Habbaniyah, 23 de outubro de 1950 - Toronto, Canadá, 11 de março de 2011) foi um arqueólogo, antropólogo e escritor assírio iraquiano. Ele foi professor de Antropologia e Estudos Asiáticos na Universidade Stony Brook, em Nova Iorque, conhecido internacionalmente como "o homem que salvou o Museu Nacional do Iraque".